# مهندسی خلاقیت
مهندسی خلاقیت  (به انگلیسی: Creativity Engineering)و همچنین مهندسی نوآوری(به انگلیسی: Innovation Engineering) یا  مهندسی خلاقیت و نوآوری (به انگلیسی: Creanovation Engineering) به معنی خلاقیت و نوآوری روشمندانه و نظام دار از شاخه‌های کاربردی علم میان رشته‌ای و چند رشته‌ای خلاقیت‌شناسی (به انگلیسی: Creanovatology) می‌باشد.

## علم خلاقیت‌شناسی
علم خلاقیت شناسی یا خلاقیت نوآوری‌شناسی (Creanovatology) عبارت است از علم مطالعه فرایندها و پدیده‌های خلاقیت (Creativity)و نوآوری (Innovation) درهمهٔ زمینه‌های علمی، فناورانه، صنعتی، سازمانی، اجتماعی، ادبی، هنری و غیره با رویکردها و روش شناسی‌های علمی مختلف.
چون خلاقیت و نوآوری در همهٔ زمینه‌ها ست و مطالعه و بررسی آن‌ها ماهیتی چند وجهی و چند جانبه دارد بنابراین خلاقیت‌شناسی یک حوزه علمی میان رشته‌ای و چند رشته‌ای است و دارای زیر رشته‌ها یا گرایش‌های تخصصی درونی و بیرونی متعددی می‌باشد. برحسب این که خلاقیت و نوآوری با رویکرد چه رشته‌ای مورد مطالعه و بررسی قرار بگیرد انواع زیر رشته‌ها یا شاخه‌ها و گرایش‌های درونی خلاقیت‌شناسی شکل می‌گیرد. همچنین بر حسب این که خلاقیت و نوآوری در چه زمینه یا موضوعی، با رویکردهای فوق مورد مطالعه و بررسی قرار گیرد در این صورت زیر رشته‌ها یا شاخه هایا گرایش‌های بیرونی خلاقیت‌شناسی تشکیل می‌شوند. رویکرد یکپارچه و جامع خلاقیت‌شناسی رویکرد خلاقیت شناختی (Creanovatological Approach)نامیده می‌شود.